# Arlington Road
Arlington Road ist ein Psychothriller aus dem Jahr 1999 von Regisseur Mark Pellington mit Jeff Bridges und Tim Robbins in den Hauptrollen.

## Handlung
Michael Faraday ist Professor für Geschichte an der George Washington University und ein Experte für amerikanischen Terrorismus. Seitdem seine Frau Leah, eine ehemalige FBI-Agentin, bei einem missglückten Einsatz gegen vermeintliche Attentäter ums Leben gekommen ist, ist die Forschung auf diesem Gebiet für Faraday zur Obsession geworden. Dennoch kümmert er sich, zusammen mit seiner neuen Lebensgefährtin Brooke Wolfe, die einst seine Assistentin war, rührend um seinen kleinen Sohn Grant.
Eines Tages trifft er auf der Straße auf einen kleinen Jungen mit schweren Brandverletzungen, bringt diesen in ein Krankenhaus und rettet ihm somit das Leben. Später stellt sich heraus, dass der Junge der Sohn Brady der neuen Nachbarn Oliver und Cheryl Lang ist, die Faraday bis dato nicht kennengelernt hatte und die erklären, die Verbrennung rühre vom Spielen mit Feuerwerkskörpern her. Faraday und Wolfe schließen mit den Langs allmählich Freundschaft.
Oliver Lang ist Bauingenieur. Während eines Besuchs im Hause Lang sieht Faraday zufällig Baupläne bei ihm und wird stutzig, weil er sie für Pläne eines Bürogebäudes hält, Oliver ihm jedoch erklärt, es handle sich um ein Einkaufszentrum. Wenige Tage später erhält Faraday zufällig einen an Oliver adressierten Brief von der University of Pennsylvania, obwohl ihm Oliver erzählt hat, er hätte die Kansas State University besucht. Misstrauisch geworden, stellt Faraday nun Nachforschungen an und stellt fest, dass Oliver Lang als Student an der Kansas State University eigentlich William Fenimore hieß. Weiter findet er heraus, dass Fenimore im Alter von 16 Jahren Bomben baute und terroristisch aktiv war. Nun versucht er, weitere Informationen vom FBI-Agenten und ehemaligen Kollegen seiner Frau, Whit Carver, zu erhalten.
Faraday erzählt seiner Lebensgefährtin Brooke von der Vermutung, dass William Fenimore mit der Namensänderung kurz nach dem Tod des wahren Oliver Lang seine Vergangenheit vertuschen wollte, sich weiterhin terroristisch betätigt und zur Geheimhaltung eine bürgerliche Fassade aufrechterhält. Brooke schenkt ihm zunächst keinen Glauben, bis sie selbst Oliver bei dubiosen Machenschaften beobachtet und sich damit in Lebensgefahr bringt. Sie spricht Faraday noch auf den Anrufbeantworter und kommt dann auf unklare Weise ums Leben, angeblich bei einem Autounfall. Als Faraday später feststellt, dass Nachrichten auf seinem Anrufbeantworter an Brookes Todestag gelöscht worden sein müssen, erhärtet sich sein Verdacht gegen seinen Nachbarn. Er nimmt Kontakt zum Vater von Dean Scobee, der in St. Louis einen Selbstmordanschlag verübt haben soll, auf, da St. Louis der letzte Wohnort von Lang alias Fenimore war, bevor er Faradays Nachbar wurde. Scobee beteuert, dass sein Sohn kein Attentäter, sondern ein Opfer war. Ein Foto, das Dean Scobee zusammen mit Brady Lang zeigt, überzeugt Faraday endgültig davon, dass die Terroristen systematisch Unschuldige als Sündenböcke für ihre Taten missbrauchen, um selbst ungestraft davonzukommen. Er nimmt daraufhin erneut Kontakt zum FBI-Agenten Carver auf, der ihm jedoch nicht glaubt und ihn für paranoid hält. Nun entführen die Terroristen unter Federführung von Oliver Lang Faradays Sohn.   
Beim verzweifelten Versuch, seinen Sohn zu befreien und einen Anschlag zu verhindern, verfolgt Faraday die Terroristen, die sich als Mitarbeiter eines Logistikunternehmens getarnt haben. Als er erfährt, dass die letzten Vorbereitungen für ein Bombenattentat auf das J. Edgar Hoover Building – das Hauptquartier des FBI – im Gange sind, warnt er Carver und versucht selbst, den Anschlag zu vereiteln. Er folgt einem verdächtigen Lieferwagen auf das FBI-Gelände und begreift zu spät, dass er durch einen Trick der Terroristen die Bombe im Kofferraum seines eigenen Autos selbst in das Gebäude gebracht hat. Diese explodiert ferngezündet und tötet ihn sowie viele Mitarbeiter des FBI. Damit war der Anschlag in zweifacher Hinsicht für die Terroristen erfolgreich: Zum einen wurde eine Bundesbehörde empfindlich getroffen, und zum anderen sieht es für die Ermittler und die Medien so aus, als habe Faraday den Terroranschlag aus Rache für den Tod seiner Frau als terroristischer Einzeltäter selbst verübt.

## Hintergrund
- Zwei im Film vorkommende Handlungsaspekte weisen große Ähnlichkeiten mit realen Ereignissen auf: Der im Film geschilderte Fall von Copper Creek, bei dem Faradays Frau während einer Schießerei zwischen FBI-Beamten und einer abgelegen wohnenden Familie ums Leben kam, erinnert an Ruby Ridge in Idaho aus dem Jahr 1992. Der im Film geschilderte Bombenanschlag auf die Steuerbehörde in St. Louis weist Parallelen zum Bombenanschlag auf das Murrah Federal Building in Oklahoma City aus dem Jahr 1995 auf.
- Die Dreharbeiten fanden vom 2. Februar bis 21. April 1998 in Houston und Washington, D.C. statt.[1]
- Die Produktionskosten wurden auf rund 31 Millionen US-Dollar geschätzt. Der Film spielte in den Kinos weltweit rund 41 Millionen US-Dollar ein, davon rund 25 Millionen US-Dollar in den USA.[2]
- Kinostart in Österreich war am 19. März 1999, in Deutschland am 1. April 1999 und in den USA am 9. Juli 1999.[3]

## Kritiken
- Die Zeitschrift Cinema attestierte dem Film einen „ungeheuren Sog“, beschrieb ihn als verwirrend und faszinierend und vergab umgerechnet 4 von 5 Punkten.

- Der Filmkritiker Roger Ebert kritisierte in der Chicago Sun-Times vom 9. Juli 1999 Logikfehler des Films sowie die Unplausibilität des Drehbuchs vor allem in den letzten 30 Minuten.[4]

„Hintergründig inszenierter, brillant gespielter Thriller, der geschickt die Balance zwischen vermeintlichem Doppelleben und in den Vordergrund drängender Paranoia hält. Indem er sich vorschneller Schuldzuweisungen enthält, bietet er packendes und vielschichtiges Spannungskino.“

## Auszeichnungen
- Der Film erhielt drei Nominierungen für einen Saturn Award 2000:
  - In der Kategorie Bester Action-/Adventure-/Thriller-Film
  - Joan Cusack als Beste Nebendarstellerin
  - Ehren Kruger für das Beste Drehbuch
- Joan Cusack wurde für einen Chlotrudis Award 2000 als Beste Nebendarstellerin nominiert.
- Regisseur Mark Pellington wurde für einen Preis des Pariser Filmfestivals 1999 nominiert.
- Die Deutsche Film- und Medienbewertung FBW in Wiesbaden verlieh dem Film das Prädikat „wertvoll“.